# Анджей Ґолота
Анджей Ян Ґолота (пол. Andrzej Jan Gołota 5 січня 1968, Варшава) — польський боксер-професіонал, чотириразовий чемпіон Польщі, бронзовий призер Літніх Олімпійських ігор 1988 року, бронзовий медаліст чемпіонату Європи 1989 р. Єдиний боксер в історії важкої ваги, який бився за світові чемпіонські титули всіх основних боксерських організацій (WBC, IBF, WBA і WBO) та не виграв жодного.

## Життєпис та кар'єра
Свою кар'єру почав у віці 12 років у варшавському спортивному клубі Легія. У юніорах завоював срібну (1985) та золоту (1986) медаль чемпіонату світу.
1990 року він одружився з американською громадянкою польського походження і переїхав до Чикаго.
Професіональну кар'єру почав 7 лютого 1992 року в Мілвокі успішним боєм з Рузвельтом Шулером. До кінця 1992 виграв 7 боїв не програвши жодного.
16 травня 1995 року в Атлантик-Сіті переміг боксера з Тонга Самсона Поуха (нокаутом у п'ятому раунді). 15 березня 1996 Ґолота побив американця Данелла Ніколсона. Нокаутував його однак з порушенням правил (вдарив головою), що принесло йому славу брудного боксера.
Наступним суперником Ніколсона мав бути відомий Ріддік Боуї, однак після його поразки менеджери Ріддіка вирішили замінити його поляком. Боротьба в Медісон-сквер-гардені у Нью-Йорку (11 липня 1996) призвела до дискваліфікації Ґолоти за удари нижче пояса. Його поразка супроводжувалася бійкою навколо рингу, після якої у лікарні знайшлися менеджер Ґолоти — Лу Дува і сам Ґолота, який отримав удар мобілкою по голові.
Удари нижче пояса підтвердили думку, що Ґолота б'ється нечисто. Проте сам бій доказав, що Ґолота має потенціал і добре боксує, а протягом бою довгий час перемагав за очками. Позитивні відгуки експертів призвели до реваншового бою, який відбувся 14 грудня 1996 в Атлантик-Сіті. Знову ж таки, поєдинок закінчився дискваліфікацією за нечисті удари Ґолоти, а поляк був ще ближче до перемоги, ніж у першому поєдинку — Ріддік Боуї перший раз в кар'єрі лежав на дошках, а до дискваліфікації Ґолота перемагав за очками у всіх суддів.
Не зважаючи на дві наступні поразки, Анджей Голота отримав перший раз у кар'єрі можливість бою за пояс чемпіона світу у важкій вазі за версією WBC. Однак 4 жовтня 1997 в Атлантик-Сіті в поєдинку з британцем Ленноксом Льюїсом був нокаутований у першому раунді.
Після цієї поразки Ґолота виграв своїх наступних шість боїв, між іншими з колишнім чемпіоном світу WBC і WBA Тімом Візерспуном. Цей поєдинок відкрив можливість відбіркового поєдинку WBC з Майклом Грантом.
20 листопада 1999 в Атлантик-Сіті Ґолота був близький до перемоги над Грантом. В першому раунді двічі поклав суперника на дошки і вів за очками протягом більшої частини бою. Однак у десятому раунді (бій узгоджено на 12 раундів) Ґолота отримав нокдаун і відмовився продовжувати бій.
20 жовтня 2000 в Детройті зіткнувся з Майком Тайсоном. Вже в першому раунді суддя рахував поляка, а в перерві між другим і третім раундом Ґолота відмовився продовжувати бій та пішов у роздягальню. У 2001 році спортивна комісія штату Мічиган визнала бій недійсним, після виявлення у крові Тайсона заборонених речовин.
Після трьохрічної перерви повернувся на ринг 2003 року і виграв кілька боїв.
27 квітня 2004 мав другий шанс боротися за чемпіонський титул, цього разу організації IBF. Поєдинок з Крісом Бердом закінчився нічиєю, і американець зберіг свій титул чемпіона.
13 листопада 2004 Ґолота програв за очками бій за звання чемпіона світу WBA з Джоном Руїсом.
22 травня 2005 у четвертому бою за титул чемпіона світу (цього разу організації WBO) був нокаутований на 53 секунді Леймоном Брюстером.
6 жовтня 2007 року в Медісон-сквер-гарденi у Нью-Йорку переміг ірландця Кевіна Макбрайда у шостому раунді, завоювавши першість у Північній Америці за версією IBF.
19 січня 2008 року в Медісон-сквер-гарден переміг одноголосним рішенням суддів за очками Майка Молло та виграв пояс Латинської Америки — WBA.
7 листопада 2008 року програв Рею Остіну у бою за пояс WBC USNBC.
24 жовтня 2009 року програв у п'ятому раунді Томашу Адамеку у бою за інтерконтинентальний пояс IBF.